# Улица Асеева (Москва)
У́лица Асе́ева— улица в Северном административном округе города Москвы на территории района Аэропорт. Пролегает с юго-запада на северо-восток и соединяет улицы Усиевича и Часовую. Нумерация домов начинается от улицы Усиевича.

## Происхождение названия
Названа 24 августа 1966 года в честь Николая Николаевича Асеева (1889—1963) — русского и советского поэта, много писавшего о Москве как духовном центре Руси.

## Транспорт
- Станции метро:

«Аэропорт»
«Сокол»